# Костин, Фёдор Алексеевич
Фёдор Алексе́евич Ко́стин (4 [17] февраля 1903, Адышево, Вятская губерния — 25 апреля 1977, Москва) — Герой Советского Союза (1945), капитан (1945), начальник главка кадров Министерства текстильной промышленности СССР.

## Биография
Родился 4 (17) февраля 1903 года в селе Адышево (ныне — в Оричевском районе Кировской области). В 1919 году окончил высшее начальное городское училище в городе Вятка (ныне Киров).
В 1924—1929 — райуполномоченный и начальник райотделений ОГПУ в Кунгурском районе (Пермский край). В 1930 году окончил Центральную школу ГУГБ НКВД СССР, до 1934 года был в ней начальником учебной группы и преподавателем. В 1934—1938 — оперуполномоченный 1-го отделения Главного управления госбезопасности НКВД СССР. В 1938 году уволен из НКВД. Жил в Москве. В армии с июля 1941 года.
Участник Великой Отечественной войны: в июле-октябре 1941 — снайпер в 13-й Московской стрелковой дивизии народного ополчения (Западный фронт). Участвовал в Московской битве, под Вязьмой был в окружении. В феврале-марте 1942 — снайпер отдельной стрелковой роты гарнизона в городе Звенигород, в марте 1942 — ноябре 1943 — снайпер и старшина роты 17-го (с мая 1942 — 87-го гвардейского) стрелкового полка (Западный фронт). Участвовал в Ржевско-Вяземской и Ельнинско-Дорогобужской операциях. Уничтожил из снайперской винтовки 18 гитлеровцев. В 1944 году окончил курсы младших лейтенантов.
В мае-октябре 1944 — заместитель командира батальона по политчасти 297-го стрелкового полка 184-й стрелковой дивизии, в октябре 1944 — мае 1945 — парторг 262-го стрелкового полка той же дивизии (3-й Белорусский фронт). Участвовал в Витебско-Оршанской, Минской, Вильнюсской, Каунасской и Восточно-Прусской операциях, в блокаде земландской группировки противника. За время войны был трижды ранен.
Особо отличился при освобождении Прибалтики. 16 июля 1944 года с группой бойцов преодолел реку Неман, закрепился на плацдарме и огнём обеспечил переправу батальона. 17 августа 1944 года, заменив выбывшего из строя командира роты, с боями одним из первых вышел к Государственной границе СССР у города Кудиркос-Науместис (Литва).
За мужество и героизм, проявленные в боях, Указом Президиума Верховного Совета СССР от 24 марта 1945 года старшему лейтенанту Костину Фёдору Алексеевичу присвоено звание Героя Советского Союза с вручением ордена Ленина и медали «Золотая Звезда».
Участник советско-японской войны 1945 года в должности парторга 262-го стрелкового полка 184-й стрелковой дивизии (1-й Дальневосточный фронт). Участвовал в Харбино-Гиринской операции.
После войны продолжал службу парторгом стрелкового полка в Приморском военном округе. С июля 1946 года капитан Ф. А. Костин — в запасе.
Работал начальником главка по кадрам в Министерстве текстильной промышленности СССР.
Жил в Москве. Умер 25 апреля 1977 года. Похоронен на Кунцевском кладбище в Москве.

## Награды
- Герой Советского Союза (24.03.1945);
- орден Ленина (24.03.1945);
- орден Красного Знамени (5.04.1945);
- орден Отечественной войны 1-й степени (27.09.1944);
- орден Отечественной войны 2-й степени (10.09.1944);
- 2 орденами Красной Звезды (24.10.1943; 1945);
- медаль «За отвагу» (17.07.1943);
- другие медали.